# Mission impossible (série télévisée)
Ne doit pas être confondu avec Impossible Mission.
Pour les articles homonymes, voir Mission impossible.
Mission impossible, 20 ans après
Mission impossible (Mission: Impossible) est une série télévisée américaine en 171 épisodes de 48 minutes, créée par Bruce Geller et diffusée entre le 17 septembre 1966 et le 30 mars 1973 sur le réseau CBS.
Au Québec, la série a été diffusée à partir du 16 janvier 1967 à la Télévision de Radio-Canada jusqu'au printemps 1968. La diffusion se poursuit sur les stations affiliées CHLT-TV Sherbrooke et CFCM-TV Québec. À Montréal, la diffusion reprend à partir du 6 juin 1971 à Télé-Métropole. En France, les premières saisons de la série seront diffusées à partir du 10 septembre 1967 sur la deuxième chaîne de l'ORTF. L'intégralité de la série sera diffusée par La Cinq dès le 2 mars 1987. Elle est diffusée pour la première fois en version multilingue sur Gulli depuis 2015. Paramount Channel rediffuse l'intégralité en version remasterisée HD depuis le 4 janvier 2021.
Une seconde série, intitulée Mission impossible, 20 ans après (Mission: Impossible) en 35 épisodes de 48 minutes a été diffusée entre le 23 octobre 1988 et le 24 février 1990 sur le réseau ABC.
Peter Graves y reprenait son rôle de « James “Jim” Phelps », le chef d'IMF. Le vrai fils de Greg Morris (qui jouait le rôle de Barney Collier dans la série originelle), Phil, reprit le flambeau en incarnant Grant Collier dans cette nouvelle série. Grant occupant le même poste que son père, spécialiste en électronique et effets spéciaux dans les épisodes initiaux des années 60/70.
Plusieurs films de cinéma inspirés de la série ont été produits par Tom Cruise, qui jouait le rôle principal : Mission impossible (1996), Mission impossible 2 (2000) et Mission impossible 3 (2006). La réalisation des deux premiers fut confiée à deux cinéastes confirmés - Brian De Palma puis John Woo - , tandis que le troisième fut co-écrit et réalisé par J. J. Abrams, le créateur de la série Alias. Le 4e opus, sorti en décembre 2011, intitulé Mission impossible : Protocole Fantôme, est le premier film en prise de vue réelle du réalisateur Brad Bird, oscarisé pour Les Indestructibles, tandis que les 5e, 6e, 7e et 8e opus sont écrits et mis en scène par Christopher McQuarrie, scénariste oscarisé pour Usual Suspects.

## Synopsis

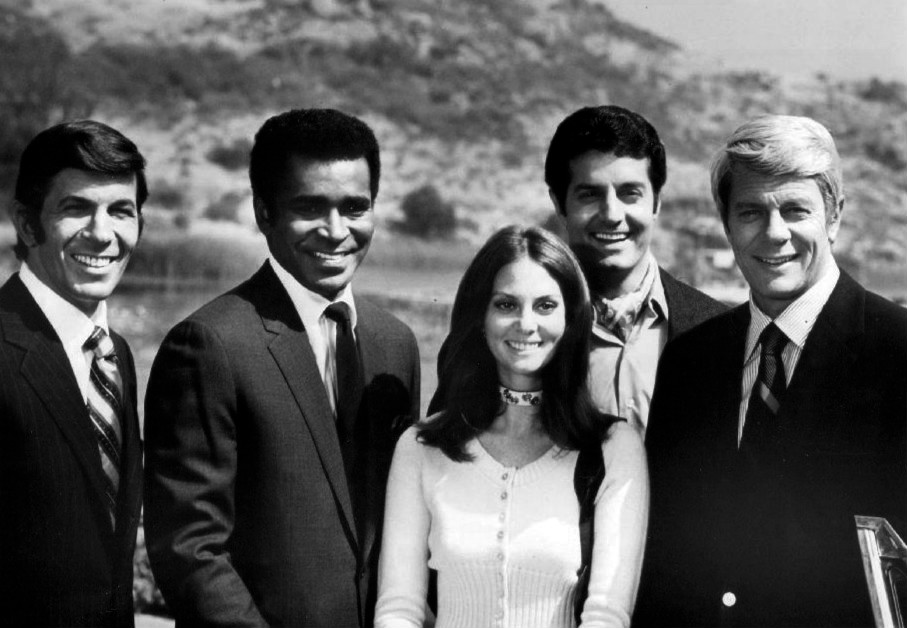
Distribution de la série Mission impossible en 1970

Cette série, rendue célèbre par la musique de Lalo Schifrin et son entrée en matière via un magnétophone « Bonjour, Monsieur Phelps. Votre mission, si toutefois vous l'acceptez… » (Monsieur "BRIGGS" dans les premiers épisodes, dont le rôle était incarné par Steven Hill), met en scène une équipe d'agents secrets américains, membres de l'IMF (Impossible Missions Force) à qui l'on réserve les missions les plus délicates. Chacun de ces espions est expert dans un domaine particulier : maquillage, déguisements, mise au point de matériel très sophistiqué, etc.
Dans la plupart des épisodes, l'équipe intervient dans des pays, tous fictifs, d'Amérique latine ou d'Europe de l'Est. Leurs missions sont très diverses et très dangereuses : coup d'État, déstabilisation, désinformation, manipulations, complots, substitutions, infiltrations, contre-révolutions, etc. Dans le contexte de la guerre froide, ils sauvegardent les intérêts des États-Unis et de leurs alliés.
Leurs opérations ne sont pas légales, et c'est à cet effet qu'ils sont rituellement prévenus : « Si vous ou l'un de vos agents étiez capturés ou tués, le département d'État nierait avoir eu connaissance de vos agissements. Bonne chance, Jim. »
Leurs moyens sont incroyablement sophistiqués : sosies, acteurs, poupées de cire, fausse monnaie, mises en scène, électronique miniaturisée, imitation, déguisements, chirurgie esthétique… Souvent infiltrés au cœur même de ces régimes dictatoriaux, le suspense, appuyé par des effets musicaux ritualisés, vise à faire craindre aux téléspectateurs qu'ils ne soient démasqués. Ils n'usent pas de violence mais plutôt de manipulation psychologique : ils amènent leurs cibles à se comporter comme ils le désirent.
Enfin, les épisodes se terminent presque toujours par un départ en véhicule automobile (voiture, camion, etc.) de tout ou partie de l'équipe de la mission.

## Fiche technique
- Titre original : Mission: impossible
- Titre français : Mission impossible
- Création : Bruce Geller
- Scénario : Ed Adamson, Allan Balter, Laurence Heath, Stephen Kandel, Harold Livingston, Ken Pettus, Paul Playdon, Samuel Roeca, Arthur Weiss et William Read
- Production : William Eatherly, Bill Derwin, Edward Haldeman, Gordon A. Webb
- Réalisation : Max Hodge (en), Lewis Allen, Reza Badiyi, Barry Crane, Leonard Horn, Lee H. Katzin, Paul Krasny, John Llewellyn Moxey, Charles R. Rondeau et Paul Stanley
- Casting : Joseph D'Agosta, Jim Merrick, William J. Kenney et Betty Martin
- Direction artistique : Gibson Holley, Bill Ross, Jan Van Tamelen et Rolland M. Brooks
- Société de distribution : Paramount Television
- Sociétés de production : Desilu Productions (1966-1968), Paramount Television (1968-1973)
- Musique : Robert Jackson Drasnin, Jerry Fielding et Lalo Schifrin
- Pays d'origine :  États-Unis
- Langue originale : anglais
- Format : couleur - 4:3 - son mono
- Genre : action, espionnage, crime, aventure
- Durée : 48 minutes

## Distribution

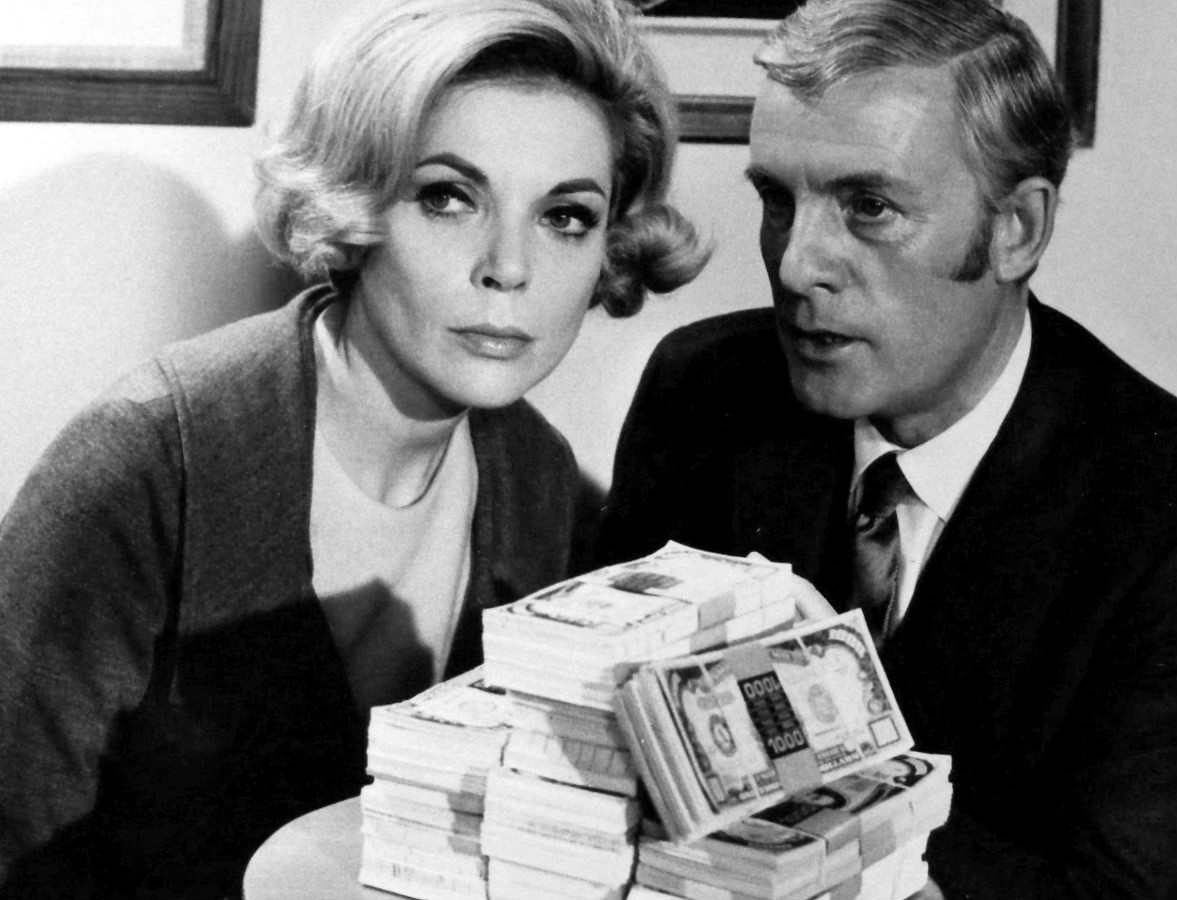
Barbara Bain et Alf Kjellin dans la série.

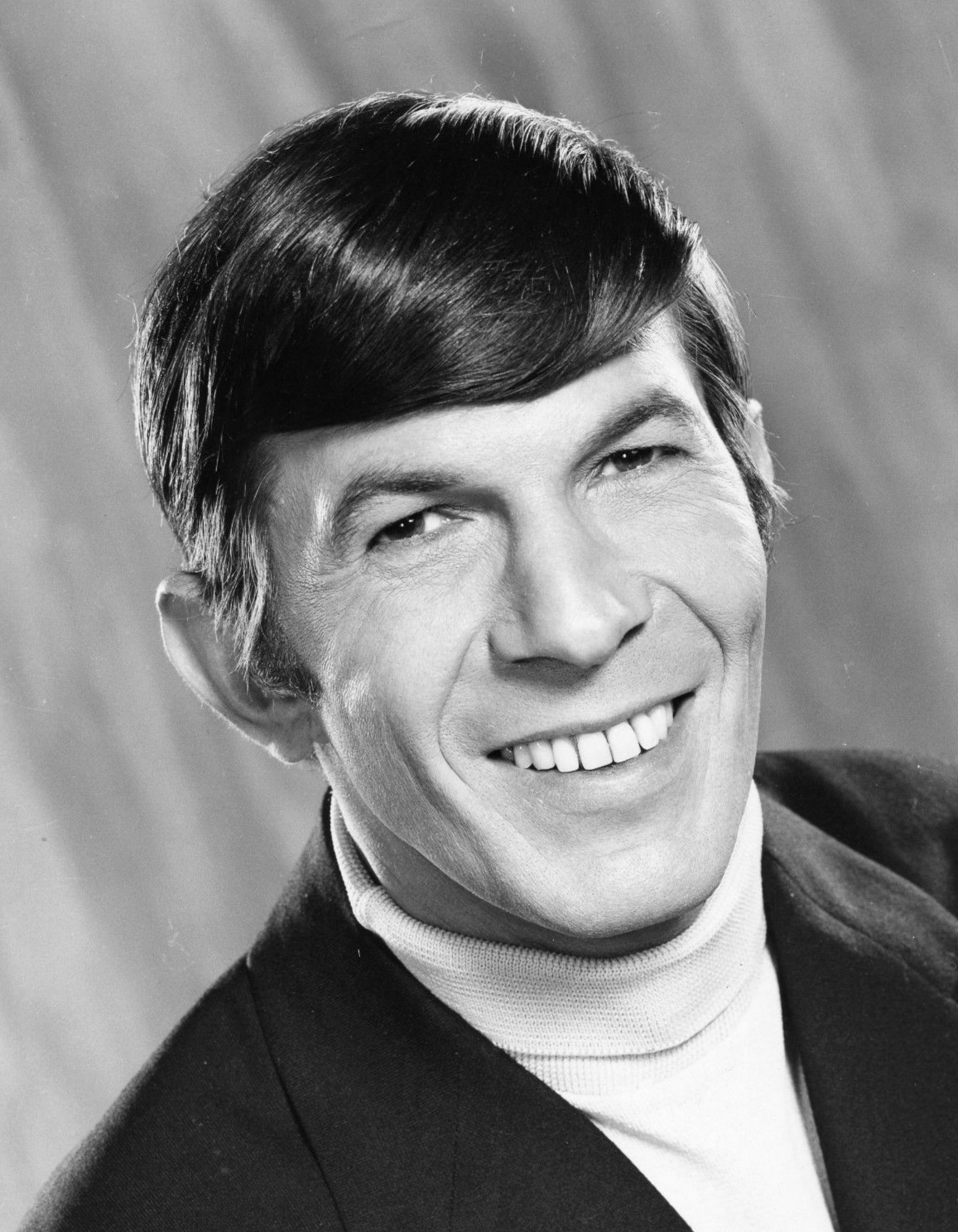
Photographie publicitaire de Leonard Nimoy pour la série.

- Steven Hill (VF : Claude Joseph) : Daniel « Dan » Briggs, premier chef de l'équipe (saison 1)
- Peter Graves (VF : Jean-Claude Michel (1re voix) puis Igor De Savitch (2e voix) + Jean-Pierre Duclos en remplacement) : James « Jim » Phelps, second chef de l'équipe (saisons 2 à 7)
- Barbara Bain (VF : Françoise Fabian et Paule Emanuele) : Cinnamon Carter, la belle de l'équipe s'infiltrant sous une fausse identité (saisons 1 à 3)
- Martin Landau (VF : Jacques Degor) : Rollin Hand (saisons 1 à 3), spécialiste du déguisement
- Greg Morris (VF : Bachir Touré (1re voix) puis Med Hondo (2e voix)) : Barney Collier, spécialiste de l'électronique
- Leonard Nimoy (VF : Marc de Georgi (1re voix) puis Jean-Pierre Moulin (2e voix)) : Paris, comédien et spécialiste du déguisement (saisons 4 et 5)
- Peter Lupus (VF : Serge Sauvion (1re voix) puis Michel Derain (2e voix) et Pierre Fromont (3e voix)) : Willy Armitage, homme fort de l'équipe
- Lee Meriwether (VF : Martine Sarcey (1re voix) puis Anne Rochant (2e voix)) : Tracey (saison 4)
- Sam Elliott (VF : Jean-Claude Robbe) : Dr Doug Robert (saison 5)
- Lesley Ann Warren (VF : Séverine Morisot) : Dana Lambert (saison 5)
- Lynda Day George : Lisa Casey (saisons 6 à 7)
- Barbara Anderson : Mimi Davis (saison 7)
- Bob Johnson (en) (VF : Pierre Hatet) : voix du message (saisons 1 à 7)

Source et légende : version française (VF) sur Doublage Séries Database

## Distinctions
- Emmy Awards 1967 : 
  - Meilleure série
  - Meilleur scénariste pour Bruce Geller
  - Meilleure actrice pour Barbara Bain
- Emmy Awards 1968 : 
  - Meilleure série
  - Meilleure actrice pour Barbara Bain
- Golden Globe Award 1968 : Meilleure série télévisée ; Meilleur acteur dans une série télévisée pour Martin Landau
- Grammy Awards 1968 : Meilleure musique de série télévisée pour Lalo Schifrin
- Emmy Awards 1969 : Meilleure actrice pour Barbara Bain
- Golden Globe Award 1971 : Meilleur acteur pour Peter Graves

## Contexte de production de la série

### La série originelle
Martin Landau était seulement prévu pour le pilote ; les producteurs le trouvèrent si bon dans le rôle qu'ils le feront revenir régulièrement dans la première saison. Il sera crédité comme "Special Guest Star" ou "Guest Star" jusqu'à devenir incontournable à la mi-saison 1967. Il intégrera officiellement le générique de la série dès la saison 2.
Certaines trouvailles techniques ou technologiques proposées par les scénaristes ont fait l'objet d'outils au service de problématiques industrielles (Rollin Hand manipulant des pinces articulées dans une cage de verre, notamment).
L'année 1969 se révèle une année clé dans les négociations salariales avec la chaîne. Martin Landau désire tirer parti de la notoriété de la série et revoit ses prétentions salariales à la hausse. La production refuse, ce qui provoque le départ du couple phare de la série - et ce à la ville comme à l'écran : Martin Landau et Barbara Bain. Le couple se reformera à l'écran dans la série spatiale anglo-italienne Cosmos 1999.
Il faudra attendre l'inter-saison 1970 pour retrouver un couple charismatique avec Leonard Nimoy (le prestidigitateur Paris) et Lesley-Ann Warren (Dana Lambert), jeune femme au style libertaire, scellant la fin des beautés froides des années 60 (Barbara Bain, Lee Meriwether et Barbara Anderson) du moins pouvait-on le supposer. 
À la suite du rachat de la société productrice de la série (Desilu) par la Paramount, les producteurs décident d'engager Lesley-Ann Warren et d'introduire Sam Eliott dans le rôle d'un médecin immunologiste et enfin Leonard Nimoy (Paris) afin de moderniser et dynamiser le concept de Bruce Geller. Paris sera d'ailleurs la seule concession à la dimension internationale de la série originelle, car à partir de cette époque, les producteurs abandonnent les enquêtes censées se dérouler à l'étranger pour se focaliser sur les exactions commises sur le sol américain. 
Ces changements drastiques lors de la cinquième saison, étrangement médiane dans une vision globale de la production, ne rencontreront pas la faveur du public américain et les audiences, toujours assez bonnes pour exploiter le filon, accusent une baisse significative.
La sixième saison voit donc le recadrage sur les fondamentaux de la série avec l'arrivée d'un nouveau producteur et de sa femme Linda Day George (Lisa Casey) dans le rôle-titre de la femme fatale.

### La série "actualisée"
En 1988, Mission impossible, 20 ans après ressuscita le concept. Cette série, produite durant la grève des scénaristes de l'époque, permit, avec de nouveaux acteurs et donc de nouveaux personnages, de proposer des remakes d'épisodes de la première série. Mais le succès ne fut pas au rendez-vous et elle s'arrêta après deux saisons.

## Adaptations

### Films
| Titre français                                | Année | Réalisateur           | Scénariste                              | Acteur principal | Budget        | Total box-office |
| --------------------------------------------- | ----- | --------------------- | --------------------------------------- | ---------------- | ------------- | ---------------- |
| Mission impossible                            | 1996  | Brian De Palma        | David Koepp Robert Towne                | Tom Cruise       | 78 000 000 $  | 456 481 886 $    |
| Mission impossible 2                          | 2000  | John Woo              | Ronald D. Moore Brannon Braga           | Tom Cruise       | 125 000 000 $ | 546 209 889 $    |
| Mission impossible 3                          | 2006  | J. J. Abrams          | Alex Kurtzman Roberto Orci J. J. Abrams | Tom Cruise       | 150 000 000 $ | 397 501 348 $    |
| Mission impossible : Protocole Fantôme        | 2011  | Brad Bird             | Josh Appelbaum André Nemec              | Tom Cruise       | 145 000 000 $ | 679 400 000 $    |
| Mission impossible : Rogue Nation             | 2015  | Christopher McQuarrie | Christopher McQuarrie                   | Tom Cruise       | 150 000 000 $ | 682 330 139 $    |
| Mission impossible : Fallout                  | 2018  | Christopher McQuarrie | Christopher McQuarrie                   | Tom Cruise       | 178 000 000 $ | 791 107 538 $    |
| Mission impossible : Dead Reckoning, partie 1 | 2023  | Christopher McQuarrie | Christopher McQuarrie                   | Tom Cruise       | NC            | NC               |
| Mission impossible : Dead Reckoning, partie 2 | 2024  | Christopher McQuarrie | Christopher McQuarrie                   | Tom Cruise       | NC            | NC               |

### Jeu de société
- Mission impossible (1975), édité par Berwick's Toy Co. Ltd. et Seven Towns Ltd

### Jeux vidéo
- 1990 : Mission impossible (Konami)
- 1998 : Mission impossible (Nintendo 64/Playstation)
- 2003 : Mission impossible : Opération Surma (Playstation 2)

### DVD
| Intitulé du coffret                             | Nombre d'épisodes | Support | Nombre de disques | Dates de sortie   | Distributeur                        |
| ----------------------------------------------- | ----------------- | ------- | ----------------- | ----------------- | ----------------------------------- |
| Mission impossible - L'intégrale de la saison 1 | 28                | DVD     | 7                 | 7 décembre 2006   | Paramount Home Entertainment France |
| Mission impossible - L'intégrale de la saison 2 | 25                | DVD     | 7                 | 19 avril 2007     | Paramount Home Entertainment France |
| Mission impossible - L'intégrale de la saison 3 | 25                | DVD     | 7                 | 6 novembre 2007   | Paramount Home Entertainment France |
| Mission impossible - L'intégrale de la saison 4 | 26                | DVD     | 6                 | 3 juin 2008       | Paramount Home Entertainment France |
| Mission impossible - L'intégrale de la saison 5 | 23                | DVD     | 6                 | 4 novembre 2008   | Paramount Home Entertainment France |
| Mission impossible - L'intégrale de la saison 6 | 22                | DVD     | 6                 | 4 juin 2009       | Paramount Home Entertainment France |
| Mission impossible - L'intégrale de la saison 7 | 22                | DVD     | 6                 | 30 septembre 2009 | Paramount Home Entertainment France |
| Mission impossible - L'intégrale de la série    | 171               | DVD     | 41                | 3 juin 2010       | Paramount Home Entertainment France |